# Кочейшвили, Борис Петрович
Бори́с Петро́вич Кочейшви́ли (р. 1 апреля 1940, Электросталь) — советский и российский художник, поэт.

## Биография
Борис Кочейшвили родился в 1940 году в подмосковном городе Электросталь в семье грузина Петра Петровича Кочейшвили (1919—1991) и русской Лидии Ивановны Кочейшвили (урождённой Блохиной, 1918—1983). Во время Великой Отечественной войны, пока отец служил на фронте, а мать работала медсестрой в госпитале Электростали, жил у родственников в деревне Власово недалеко от Фрязево. В 1945—1947 годах жил с родителями в Германии, в городе Эберсвальде, затем отец был на год переведён в город Ворошилов (Уссурийск) на Дальний Восток.
В 1948—1957 учился в средней общеобразовательной школе № 1 города Электросталь. После её окончания начинает работать учителем черчения и рисования в школе № 9 в том же городе, параллельно готовясь к поступлению в Московское государственное академическое художественное училище памяти 1905 года, куда поступает в 1958 году. В годы учёбы ведёт занятия в художественной студии Дома культуры «Октябрь» в Электростали. В 1962 году Кочейшвили успешно заканчивает училище, а также становится зятем Ксении Купецио и благодаря этому попадает в среду московской художественной и интеллектуальной богемы. Работает в Доме творчества «Челюскинская дача» (создан на месте бывшей дачи академика Александра Герасимова, переданной им Союзу художников).
В 1960-е годы начинается его карьера как художника, с 1963 года участвует в отечественных и международных выставках.
В 1963 или 1964 году неожиданная командировка молодого Кочейшвили в Италию позволила ему увидеть произведения современного искусства, перевернувшие его восприятие: «Я сразу увидал то, что в Москве в те годы увидеть было нельзя. Что хочешь, как на подносе. Видел работы Лучо Фонтаны, который разрезал холст, и подумал: ну куда дальше — всё, нечего дальше делать». По собственным словам, тогда он «был близок к поэтам — к Лимонову и тем, кто был рядом с ним. Это называлось Лианозовской школой: в неё входили Генрих Сапгир, Игорь Холин, Евгений Кропивницкий, в какой-то момент Лимонов вошёл в этот круг».
В 1964 году вступает в Московский Союз художников. С 1965 по 1975 годы Кочейшвили занимается в Экспериментальной студии офорта им. И. И. Нивинского под руководством Е. С. Тейса (прошедшего в своё время школу им. В. Митурича). Там он увлекся различными видами экспериментальной графики. Затем Кочейшвили занимался литографией в мастерской на Масловке. Тогда же он начинает писать маслом.
В 1963 году печатная графика молодого художника была выставлена на Второй выставке московского эстампа в ГМИИ им. А. С. Пушкина, причём одна из его работ была выбрана для украшения пригласительного билета; после выставки его графика поступила в фонды ГМИИ. В 1981 году, после участия в т. н. «выставке 23-х», 13 графических листов художника были приобретены Третьяковской галереей. В 1969 году состоялся показ произведения из серии «Пушкин» на Третьей зональной выставке «Центр — северные области» в Смоленске.
Из современников наибольшее влияние на Кочейшвили оказало творчество его друга скульптора Аллы Пологовой, повлиявшее на развитие его манеры выписывания рельефа С Пологовой он познакомился в конце 1960-х. В 1977 году она выполнила его скульптурный портрет в дереве.
В середине 1970-х Кочейшвили начинает показывать свои «фирменные» рисунки тушью на мелованной бумаге. В 1972 году состоялась первая персональная выставка художника — в Офортной экспериментальной студии им. И. И. Нивинского. В конце 1970-х второй женой художника становится актриса Лия Ахеджакова. Он пишет её портреты, а также Инны Чуриковой, Фазиля Искандера и других.
В 1990-е уехал в деревню, «где в течение двух лет строил дом и писал стихи, пытаясь воплотить в реальность свои фантазии об идеальном художественном пространстве», выпав, таким образом, из активной художественной жизни Москвы и новой России. Сам он рассказывал об этом периоде: «По возвращении в Москву оказалось, что поезд ушел, жизнь сильно изменилась за эти годы. Появились частные галереи, работы Наташи Нестеровой, с которой мы начинали бок о бок, были востребованы, а обо мне все забыли». Возвращение художника в публичное пространство выставками началось примерно с 2007 года.
С 2000-х Кочейшвили всё чаще обращается к живописи, где наступает его «чёрно-золотой период», пишет маслом и акрилом, пастелью на гофрокартоне, развивает свой стиль рельефа. В эти же годы Кочейшвили регулярно участвует в поэтических чтениях, его стихи публикуют интеллектуальные альманахи. К этому времени же относится серия портретов российских литераторов — Дмитрия Пригова, Генриха Сапгира, Игоря Холина, Льва Рубинштейна и других.
Живёт и работает в своей мастерской в арбатских переулках.

#### Семья
- Первая жена (с 1962 года): Ксения Николаевна Соколова (р. 1941), художница, дочь Ксении Купецио[2].
  - Сын — Михаил
- Бывшая жена: Лия Меджидовна Ахеджакова[16].

### Характеристика и признание

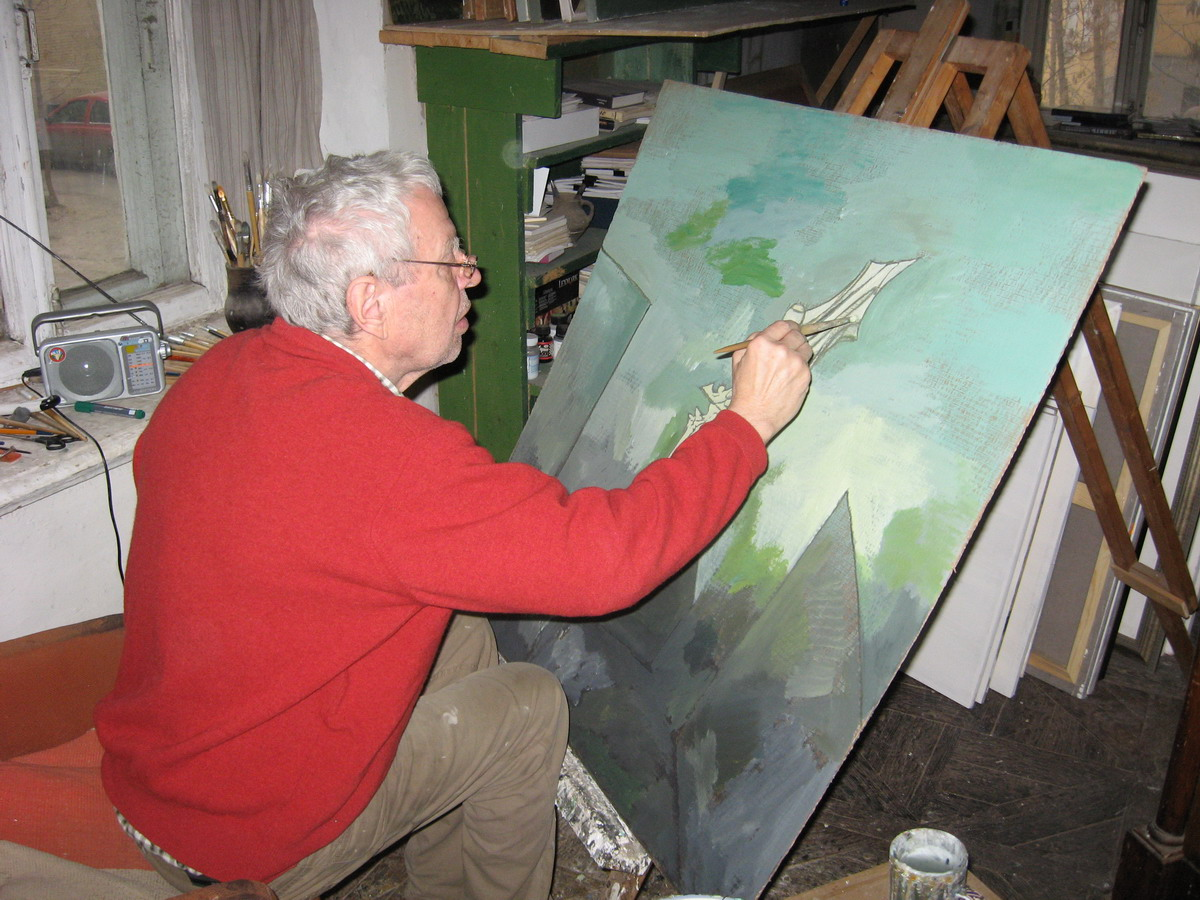
Борис Кочейшвили в своей мастерской в Чистом переулке за работой, 2008

С 1960-х в творчестве художника впервые появляются его узнаваемые образы: женщины-«сёстры», архитектурные объекты, странные предметы-тотемы, пейзажи и геометрические абстракции — необычные и полные авторского гротеска. Башни, избы, храмы, различные предметы и цветы у Кочейшвили пластически переосмыслены, стилизованы в некие «формулы» реальных объектов. Другой узнаваемый мотив творчества художника — соединение в изобразительном искусстве конструктивизма и барокко.
Кочейшвили, помимо того, что работает как график и живописец, изобрел собственный вид скульптурного рельефа — техника моментального «рисования» гипсовой штукатуркой. Эта новая техника позволила ему добиться импровизации и ощущения «дыхания», ранее не существовавших в классическом рельефе, ему удалось перенести живописную импровизацию в твёрдый материал и зафиксировать в гипсе свободное движение мастихина. Использует в рельефах цвет.
Сам художник о приходе к технике рельефа рассказывал: «Я дружил с известным скульптором Аделаидой Пологовой. Как-то говорю ей: „Жизнь прошла — так жалко, что скульптурой не занимался“. Она говорит: „Боречка, так занимайтесь рельефами: это между графикой и скульптурой“. И я потихоньку стал делать, и понравилось … Удовольствие немыслимое: это и графика, и объём, ты рисуешь и лепишь».
Искусствовед Тамара Вехова так характеризует его манеру: «Собственный узнаваемый стиль Бориса Кочейшвили сформировался в 1970-х. В основе его — острый характерный рисунок, театральность, своеобразная пластическая резкость. Считается, что Кочейшвили в первую очередь сильный график, мастер композиции и пластики произведения».
Искусствовед Валерий Турчин высказывался о Кочейшвили так: «Сам собой возникает вопрос, в какую „нишу“ помещается Борис Кочейшвили. Как писать о нём? Кто он? Модернист? Шестидесятник? Нонконформист? К сожалению, наши представления о направлениях в современном искусстве крайне скудные. У нас не хватает терминов и понятий. Вся наша существующая классификация элементарна и слишком условна». Портал ARTinvestment.RU пишет: «Несмотря на близость к „другому искусству“ и неофициальной культуре, Борис Кочейшвили не был подпольным художником-нонконформистом… ак что все пришло без внезапных взлетов: выдающееся графическое мастерство достигнуто долгой учёбой и трудом. Зато теперь работы Кочейшвили достаточно увидеть один раз, чтобы впредь безошибочно определять руку художника. А секрет прост: свой язык и стиль, сформированные в 1960-х, художник пронес почти неизменными через пять десятилетий. Менялись техники, менялась палитра, к графике и традиционной „плоской“ живописи в 1990-х добавились фирменные „медные“ картины и гипсовые рельефы. Но общая манера и символьность остались прежними — из тех ещё времен».
Аннотация Русского музея к его персональной выставке также ставит вопросы о невозможности чёткой классификации его творчества: «Графика, живопись, рельеф и поэзия в творчестве Бориса Кочейшвили перетекают друг в друга и выходят из жанровых границ. Конформизм по отношению к материалу Кочейшвили незнаком, он не следует законам жанра и смешивает технические приемы, добиваясь отточенного образного языка. Случай, когда закупочная комиссия ГТГ долго не могла решить, в какое хранение, живописи или графики, отнести картон Бориса Кочейшвили, характерен для своеобразной и легко узнаваемой манеры художника».
Арт-критик Дмитрий Буткевич соглашается с этим: «относясь по возрасту к поколению шестидесятников, Борис всегда держался как-то в стороне от общих течений и ярлыков. Он более поэт, чем художник, или более художник, чем поэт». Он же называет его «классиком» российского искусства, причем признанным в графике, живописи, рельефе и поэзии. Анна Матвеева пишет: он — «культуртрегер-многостаночник, универсал творческого труда: художник, автор и участник многочисленных выставок, поэт (шесть поэтических сборников), актёр кино». «Кочейшвили принадлежит к поколению нонконформистов, пытавшихся выстроить распавшуюся связь между их собственной эпохой и эпохой авангарда, которую художникам 1960—1970-х предстояло открыть и осмыслить заново. Как и творцов начала XX века, Кочейшвили интересовали не иллюзия и имитация, а желание взломать картинную плоскость, придав ей осязаемость реального мира. Из этого импульса родились знаменитые рельефы художника (чисто белые или изысканно монохромные), которые нам нужно научиться ценить, как мы ценим живопись Вейсберга или объемные эксперименты Рогинского», пишет «Артгид».
Что касается поэтического творчества Кочейшвили, в своем исследовании «Неофициональная поэзия 1950—1980-х гг.» В. Г. Кулаков пишет, что в качестве поэта Кочейшвили сочетает «в жанре лирической миниатюры верлибр с игровыми, примитивистскими элементами». В его стихах отмечают конкретизм, выросший на основе Лианозовской школы. Один из представителей современного русского верлибра.
Если у вас

окажется

такая возможность

лечь вдоль стены

и телескопически

высунуть

голову

в пустой пейзаж

я бы вам

посоветовал.
Почётный член Академии художеств.
Произведения художника хранятся во многих российских и зарубежных коллекциях, таких как Государственная Третьяковская галерея (Москва), Государственный Русский музей (Санкт-Петербург), Государственный музей изобразительных искусств имени А. С. Пушкина (Москва), художественные музеи России, музей Петера Людвига (Германия), частные собрания Г. Костаки (Россия), К. Барбано и А. Сандретти (Италия), А. Ковнер (Швейцария), В. Семёнова (Москва), М. Алшибая (Москва) и другие частные собрания в России и за рубежом.

### Выставки
Персональные выставки:

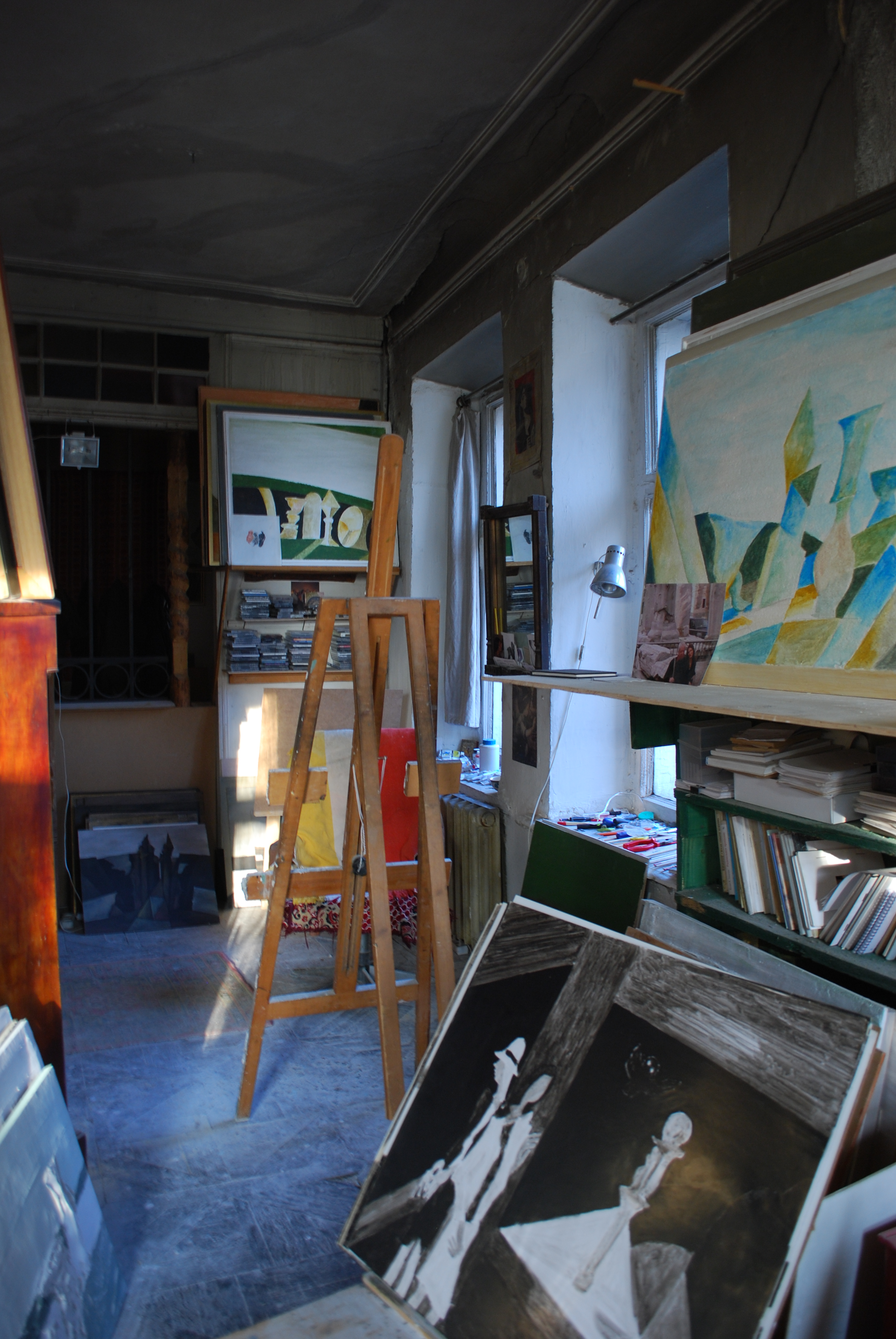
Угол мастерской Бориса Кочейшвили в Чистом переулке, 2008

- 1972. Персональная выставка рисунков и литографий в Офортной экспериментальной студии им. И. И. Нивинского. Первая персональная выставка художника[32].
- 1991. Выставка в галерее М. А. Крокина
- 1991. Галерея «Сегодня», Москва.
- 1995. ЦДХ, Москва.
- 1998. Галерея Les Oreades
- 1999. «Побережье». Галерея «Новая коллекция», Москва.
- 2002. Галерея Le Vall, Новосибирск.
- 2004. «Рельефы и все остальное». Зверевский ЦСИ, Москва.
- 2005. Черно-белая графика. Зверевский ЦСИ, Москва.
- 2006. Сухая фреска, живопись. Зверевский ЦСИ. Москва.
- 2007. Живопись, графика, рельеф. Русская галерея. Таллин, Эстония.
- 2007. «Цветное и золотое Бориса Кочейшвили». МГВЗ «Новый манеж»; выставочный зал «Домик Чехова», Москва.
- 2007. Живопись, графика, рельеф. Выставочный зал Государственного института искусствознания, Москва.
- 2008. «Наследие». Выставочный зал журнала «Наше наследие», Москва[33].
- 2009. «Закат Европы». Зверевский ЦСИ, Москва.
- 2010. «Знаки внимания». МВЗ «Галерея А3», Москва.
- 2010. «Архитектурная графика Бориса Кочейшвили». Галерея ВХУТЕМАС, Москва.
- 2011. «Персоны и отражения». Государственный литературный музей, Москва[34].
- 2011. «Второе рождение». Галерея 2.36, Москва.
- 2011. «На берегу». Галерея Полины Лобачевской, выставочный зал «Домик Чехова», Москва.
- 2013. «Простое лето». Государственный Русский Музей. Санкт-Петербург[35]
- 2014. «Легкая графика». Крокин галерея. Москва.
- 2015. «Окоем». Галерея Здесь. Москва.
- 2016. «Вольный алфавит». Галерея Здесь. Москва.
- 2017. «Русский лес». Галерея Тамары Веховой. Москва.
- 2017. «Многоголосье». Музей современного искусства МОМА, Тбилиси[21][36]
- 2021/2022. «Я и ОНИ». Государственная Третьяковская галерея. Москва[37]

Избранные групповые выставки: «Выставка московского эстампа» (1966, ГМИИ), «XXV съезду Коммунистической партии Советского Союза посвящается» (Москва, ЦДХ, 1975), «Выставка произведений двадцати трех московских художников» (1981, ЦДХ), Chicago International Art Fair, Чикаго, США (1985), FIAC, Париж, Франция (1988), Городу и миру. Графика московских художников (1988, Москва, ЦДХ), The transition from the soviet union to Russia. Passion and Painting. Russian Art since 1970, Художественный музей, Берн, Швейцария (2011), Без барьеров. Российское искусство 1985—2000. Государственный Русский Музей, Санкт-Петербург (2012), Рельеф в России XVIII — начала XXI века из собрания Русского музея (2013)

## Произведения

### Поэзия
- Два дома. Стихи. Москва, 1992
- С шестого по двадцатое. Стихи. Электросталь, 1999
- Московскую любовь пошлю в Париж прогуливаться. 1999. (Опубликовано самиздатом Виталия Стацинского[38])
- Записки охотника за записками. Стихи. Москва, 2001
- Конец Москвы — Электросталь. 2002
- Простое лето. Сборник стихов. Москва 2003. Сначала вышел в «самиздате»[12].
- Зачем Париж. Стихи. Москва 2004
- Рождество и Новый год у Паракецова, 2001—2002. Стихи. Москва, 2007
- Простое лето II. Москва. 2013
- Стихи. М.: Пробел-2000, 2013. ISBN 978-5-98604-397-5

Участие в сборниках:
- Время «Ч»: стихи о Чечне и не только. НЛО, 2001
- Актуальная поэзия на Пушкинской-10: антология / сост.: Т. Буковская, В. Мишин, В. Земских. — К.: Птах, 2009
- Русские стихи 1950—2000. Антология / сост. И. Ахметьев, Г. Лукомников, В. Орлов, А. Урицкий. — М.: Летний сад, 2010

Отдельные стихотворные произведения Кочейшвили публиковались в альманахах «Знамя», «Авторник», «Воздух», «Ной» и др.

### Художник-иллюстратор
- Анисимов Г. А. От рук художества своего: Роман [о рос. художниках]. Рис. Б. Кочейшвили. — М. : Сов. писатель, 1987
- Мачавариани, М. И. Дождь в Дигоми: Стихи. Поэма. Пер. с груз С. Кокоревой. Худож. Б. Кочейшвили. — М. : Сов. писатель, 1988
- Анисимов Г. Золотой фасад Варфоломея Растрелли. Лира, 2001
- Сен-Сеньков А. В. Чайковский с каплей Млечного пути: стихи. Рисунки Б. Кочейшвили. — Москва : Всегоничего, 2021. ISBN 978-5-604-59982-2

### Кинематограф
- В 1989 году снялся в фильме «То мужчина, то женщина» в роли «художника Бориса».
- В 2013 году перформанс с участием Кочейшвили и зрителей на фоне экспозиции «Простое лето» в Мраморном дворце Русского музея должен был стать основой для документального фильма о творчестве художника[39].
- В 2015 году галерея «Здесь» готовила к выпуску документальный фильм о художнике. Презентация фильма состоялась в Московском центре документального кино[40].